# Mars 4
Mars 4 (ros. Марс 4) – radziecka bezzałogowa sonda kosmiczna wysłana w ramach programu Mars z zadaniem przekształcenia w sztucznego satelitę „Czerwonej Planety”.

## Misja
Start sondy miał miejsce 21 lipca 1973 roku z kosmodromu Bajkonur w Kazachstanie. Po siedmiu miesiącach lotu 10 lutego 1974 próbnik miał być wyhamowany do odpowiedniej prędkości i sonda w charakterze sztucznego satelity miała obiegać Marsa po eliptycznej orbicie. Wskutek awarii układu korekcyjnego, nie udało się zmniejszyć prędkości sondy, Mars 4 minął planetę w odległości 2200 km i poleciał w przestrzeń kosmiczną. Aparatura sondy przekazała na Ziemię wiele obrazów planety wykonanych z małej odległości. Sonda dostarczyła cenne informacje o przestrzeni międzyplanetarnej poza orbitą Marsa oraz o zjawiskach przebiegających na Słońcu, a obserwowanych z nietypowej odległości od tej gwiazdy.